# Cinais
Cinais – miejscowość i gmina we Francji, w Regionie Centralnym, w departamencie Indre i Loara.
Według danych na rok 1990 gminę zamieszkiwało 430 osób, a gęstość zaludnienia wynosiła 49 osób/km² (wśród 1842 gmin Regionu Centralnego Cinais plasuje się na 736. miejscu pod względem liczby ludności, natomiast pod względem powierzchni na miejscu 1214.).